# 수바스 찬드라 보스
수바스 찬드라 보스(벵골어: সুভাষ চন্দ্র বসু, 오리야어: ସୁଭାଷ ଚନ୍ଦ୍ର ବୋଷ) 영어: Subhas Chandra Bose, 1897년 1월 23일 ~ 1945년 8월 18일)는 인도의 급진적 독립 운동가로, 인도 국민회의 총재와 자유 인도 임시 정부의 수반 겸 인도 국민군 최고 사령관을 지냈다. 그는 벵골인으로, 지도자라는 의미인 네타지 (नेताजी, Netaji) 라는 경칭으로 불리기도 했다. 제2차 세계 대전 중 나치 독일과 일본 제국의 도움을 받아 인도를 대영 제국으로부터 독립시키려고 하였다.

## 같이 보기
- 마하트마 간디
- 자와할랄 네루
- 도조 히데키
- 제2차 세계 대전
- 태평양 전쟁